# Segundo intercalar

Diferença entre UT1 e UTC. Os segundos intercalares são adicionados quando a diferença se aproxima de -1 segundo e correspondem aos segmentos verticais no gráfico. Os dados reais são representados a verde e valores previstos são representados a vermelho.

Um segundo intercalar ou segundo adicional é um ajuste de um segundo feito para manter os padrões de contagem de tempo civil próximos ao tempo solar. Os segundos intercalares são necessários para manter os padrões sincronizados com os calendários civis, cuja base é astronômica.
Por analogia aos anos bissextos, podem também ser chamados de segundos bissextos, porém estes nada têm a ver com o "duplo sexto" que deu origem àqueles.
Os padrões para o tempo civil estão baseados na Coordenada Universal de Tempo (UTC, Universal Time Coordinate), que é mantida por meio de relógios atômicos extremamente precisos. Para manter a UTC próxima ao tempo solar médio, ocasionalmente é corrigido mediante um ajuste de um segundo que se acrescente, o que se supõe que haja um minuto de 61 segundos. Durante longos períodos de tempo, esses segundos intercalares devem ser acrescentados de maneira crescente, de tal forma a formar uma parábola próxima a 31 segundos por século quadrado.

## Motivo
Tradicionalmente, define-se um segundo como 1/86400 (0,000011574074074) de um dia solar médio. Este é determinado pela rotação do Globo Terrestre sobre seu eixo e sua órbita ao redor do Sol, uma vez que o tempo era mensurado de acordo com observações astronômicas. A razão de utilizarmos os segundos intercalares é que atualmente o tempo é mensurado com relógios atômicos estáveis, mas a rotação da Terra tem diminuído de velocidade. Gradualmente, o dia solar se torna mais longo à razão de 1,7 milissegundo a cada século, principalmente devido à aceleração das marés pela Lua. O segundo no Sistema Internacional que é mensurado através dos padrões de tempo atômico foi definido de tal forma que sua duração coincida com o segundo nominal de 1/86 400 de um dia solar médio entre 1750 e 1890. Desde essa data, a extensão do dia solar tem crescido lentamente. Portanto, o tempo calculado pela rotação da terra tem acumulado alguma defasagem em relação aos padrões de tempo atômico.
Desde 1961 até 1971, o ritmo dos relógios atômicos foi constantemente reduzido, a fim de que se mantivessem sincronizados com a rotação da Terra – antes, o tempo era sincronizado com a Hora do Meridiano de Greenwich (GMT). A partir de 1972, os segundos são exatamente iguais à duração do segundo SI escolhido em 1967 como um certo número de vibrações atômicas. A Coordenada Universal de Tempo é mensurada com relógios atômicos, mas se mantém aproximadamente em sincronia com o UT1 (tempo solar médio), introduzindo um segundo intercalar quando seja necessário. Isso ocorre quando a diferença UT1 - UTC se aproxima de 0,9 segundo, e é então programado entre 30 de junho e 1º de julho de um ano, ou entre 31 de dezembro e 1º de janeiro do ano consecutivo. Em 1º de janeiro de 1972, decidiu-se que a diferença inicial de UTC com respeito à TAI fosse de 10 segundos, que são aproximadamente a diferença total que se havia acumulado entre UT1 e TAI desde 1958, quando o TAI foi definido como sendo igual ao UT1 (GMT). A tabela acima mostra o número de segundos intercalares que se acrescentaram desde então. A diferença total entre o TAI e o UTC é de 10 segundos a mais que o número total de segundos intercalares.
É necessário não confundir a pequena diferença entre a duração do dia solar médio e o dia SI, com o ajuste pelo segundo intercalar de aproximadamente 0,7 segundo por ano. Se a rotação da Terra houvesse reduzido sua velocidade na proporção de um segundo intercalar, a duração do dia solar teria sido de 22 horas há 10 mil anos. Esta linha de raciocínio errada confunde a velocidade com a distância percorrida num tempo dado, e esse argumento foi usado por muitos criacionistas para reivindicar que a Terra tem apenas alguns poucos milhares de anos. A real razão para os segundos intercalares é que a pequena diferença entre a longitude do dia SI e o dia solar médio (atualmente ao redor de 0,002 segundo) acrescenta-se cada dia aos relógios que continuamente os contam. Deve-se notar que o verdadeiro período de rotação varia devido a factores imprevisíveis, tais como os movimentos sísmicos e devem ser observados em vez de computados.
Por exemplo, suponha-se que começamos a contar os segundos desde a Era Unix (00h00min00s de 1º de janeiro de 1970) com um relógio atômico. À meia-noite desse dia (mensurado em UTC), o contador registraria 0 segundo. Depois de que a Terra completasse uma rotação solar média, o contador registraria 864 00,002 segundos. Com base no contador, poder-se-ia calcular que a data é 00h00min00s de 2 de janeiro de 1970 (UT1). Depois de 500 rotações, o contador registraria 43 200 001 segundos. Uma vez que 86 400 × 500 são 43 200 000 segundos, teríamos que a data é 00h00min01s de 16 de maio de 1971 com base no tempo atômico (UTC), enquanto registrar-se-ia 00h00min00s de 16 de maio de 1971 no tempo solar (UT1). Caso houvéssemos acrescentado um segundo intercalar em 31 de dezembro ao contador, este teria um valor de 43 200 001 segundos à meia-noite de 16 de maio de 1971 e nos permitiria calcular a data correta. O sistema real que utiliza segundos intercalares foi estabelecido a fim de permitir que TAI e UT1 tivessem uma defasagem de 0 segundos em 1º de janeiro de 1958.
Como a força de maré fará diminuir a velocidade da rotação da Terra, a quantidade de segundos SI em um dia solar médio aumentará de aproximadamente 86 400,002 para 86 400,005 em um século.

## Anúncio

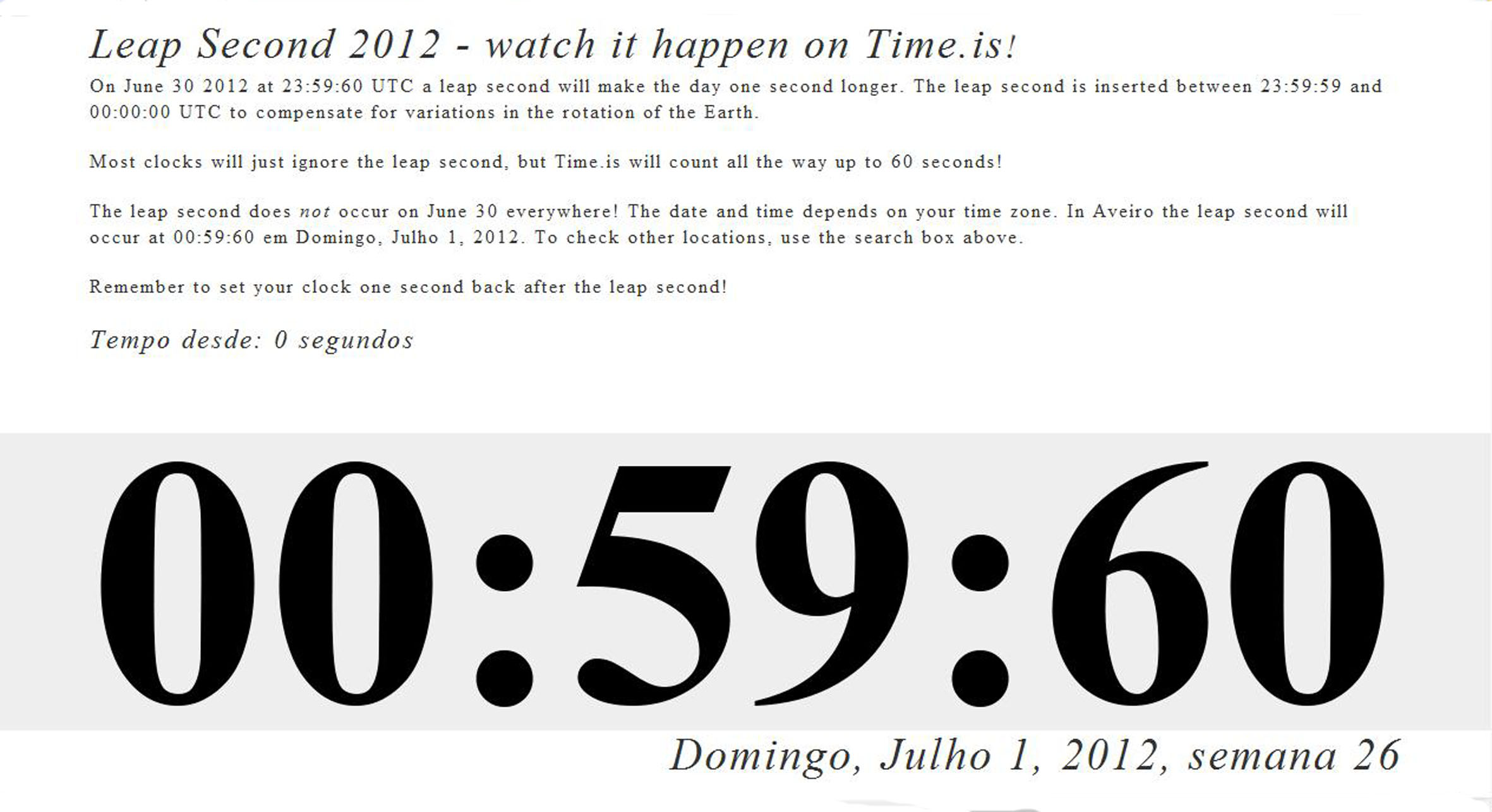
Os segundos intercalares ocorrem simultaneamente em todo o mundo, independentemente da hora local. Captura de ecrã feita em Portugal continental a partir do sítio time.is.

O anúncio da inserção de um segundo intercalar se publica habitualmente quando a diferença entre UTC e UT1 se aproxima a 0,7 segundo, a fim de evitar que a diferença entre ambas ultrapasse os 0,9s. Depois das 23h59min59s UTC, contabiliza-se um segundo intercalar positivo no que seriam as 23h59min60s antes que o relógio indique 0h0min0s do dia seguinte. Também é possível a necessidade de inserir um segundo intercalar negativo caso a rotação da terra se torne ligeiramente mais rápida. Neste caso, a hora 0h0min0s virá logo em seguida ao horário de 23h59min58s.
Os segundos intercalares têm lugar, unicamente, ao final de um mês UTC. Por acordos internacionais são inseridos, como primeira opção, ao final de junho ou dezembro e, como segunda opção, ao final de março ou setembro. Até hoje todos os segundos intercalares foram incluídos ao final de junho ou dezembro. Ao contrário dos dias intercalares, têm lugar simultaneamente no mundo inteiro. Por exemplo, um segundo intercalar no dia 31 de dezembro será observado em Brasília já às 20h59min59s – ou 21h59min59s, se considerarmos o horário de verão do dia 31 de dezembro, horário local. Em Portugal Continental e Região Autónoma da Madeira o segundo intercalar será assinalado às 23h59m59s, visto que a hora oficial destas regiões coincide com o UTC. É responsabilidade do IERS (International Earth Rotation and Reference Systems Service, "Serviço Internacional de Sistemas de Referência e Rotação da Terra") mensurar a rotação da Terra e determinar quando é necessário um segundo intercalar. Sua determinação é anunciada no Boletim C da IERS, geralmente publicado a cada seis meses.
Historicamente, os segundos intercalares tem sido inseridos mais ou menos a cada 18 meses. No entanto, a velocidade de rotação da Terra é imprevisível a longo prazo, e por isso não é possível predizer sua necessidade com mais de seis meses de antecedência. Entre janeiro de 1972 e dezembro de 1998, o IERS deu instruções de inserir um segundo intercalar em 24 ocasiões. O intervalo entre 31 de dezembro de 1998 e 31 de dezembro de 2005 foi o maior período sem inserções de segundos intercalares desde que o sistema foi instaurado.